# 小西遼生
小西遼生（1982年2月20日—）是日本男演員、聲優。出生於日本東京都，身高182cm，所屬事務所為キューブ 。

## 作品

### 電視劇
- 牙狼〈GARO〉（2005年10月7日 - 2006年3月31日、東京電視台） - 飾演 冴島鋼牙／黃金騎士牙狼
- 功名十字路第3話（2006年1月22日、NHK） - 飾演 竹中久作
- 牙狼〈GARO〉～白夜魔獸～（2006年12月15日 - 12月22日、CSファミリー劇場） - 飾演 冴島鋼牙／黃金騎士牙狼
- 牙狼＜GARO＞～魔戒閃騎～（2011年10月6日 - 2012年3月22日、東京電視台） - 飾演 冴島鋼牙／黃金騎士牙狼
- 只要吃第2·7話（2013年7月19日·8月23日、東京電視台） - 飾演 廣告代理店
- 派遣女醫X 第4季 第8集（2016年12月1日、朝日電視台）- 飾演 八乙女悠太
- 家政夫三田園 第3集-飾演 德山康介

### 電影
- 《牙狼〈GARO〉 -RED REQUIEM-》：2010年推出，《牙狼〈GARO〉～魔戒閃騎～》的前傳電影。
- 《呀〈KIBA〉～暗黒騎士鎧傳》：2011年推出，《牙狼〈GARO〉》的外傳電影。
- 《牙狼〈GARO〉蒼哭·魔龍～》：2013年推出，《牙狼〈GARO〉～魔戒閃騎～》的後傳電影。